# سعود العتيبي
سعود بن سعد العتيبي لاعب كرة قدم سعودي سابق. هو سعود سعد سمار الحافي الروقي العتيبي مواليد محافظة عفيف عام 1969م، حارس مرمى سابقة لأندية عفيف والشباب والاتحاد. كما مثل المنتخب السعودي.
بدأ سعود مسيرته مع نادي عفيف عام 1397، ثم انتقل إلى نادي الشباب في عام 1406، أختتم مسيرته مع نادي الاتحاد حيث مثله من عام 1416 وحتى 1419هـ. خدم في الملاعب لمدة 25 عام، وحقق الكثير من الألقاب الجماعية مثل بطولة الدوري خمس مرات والألقاب الشخصية مثل أفضل حارس في كاس الخليج 1994م.
ارتدى قميص المنتخب السعودي الأول في كأس آسيا 1992م وحل فيها الأخضر وصيفاً، كما مثل الأخضر في كأس القارات الأولى بالرياض اختار عام 1419هـ هجر كرة القدم واتجه إلى عالم التجارة والمال وله حالياً محلات ومشاريع تجارية في مصر.

## اسهامته مع الشباب
- كأس الاتحاد السعودي 1987م
- كأس الاتحاد السعودي 1988م
- الدوري السعودي الممتاز 1991م
- الدوري السعودي الممتاز 1992م
- الدوري السعودي الممتاز1993 م
- كأس الخليج للأندية 1993م
- كأس الخليج للأندية 1994م
- كأس الأندية العربية أبطال الدوري 1994م
- كاس ولي العهد السعودي 1999م

## اسهامته مع الاتحاد
- كأس الاتحاد السعودي 1996م
- كأس الاتحاد السعودي 1998م
- الدوري السعودي الممتاز 1997م
- الدوري السعودي الممتاز 1999م
- كاس ولي العهد السعودي 1997م
- كأس الخليج للأندية 1999م

## انجازاته الشخصية
- أفضل حارس عربي عام 1994م.

## روابط خارجية
- سعود العتيبي على موقع الاتحاد الدولي (مؤرشف)  (الإنجليزية)
- سعود العتيبي على موقع قاعدة بيانات كرة القدم.إي يو (الإنجليزية)
- سعود العتيبي على موقع ناشيونال فوتبول تيمز (الإنجليزية)
- سعود العتيبي على موقع عالم كرة القدم.نت (الإنجليزية)